# サンフランシスコ (カクテル)
サンフランシスコ（英: San Francisco Cocktail、英: San Francisco Cocktail Martini)とはショートドリンクに分類される、ベルモット、スロー・ジンを使用するカクテルである。

## レシピの例
材料
- スイート・ベルモット - 1/3
- ドライ・ベルモット - 1/3
- スロー・ジン - 1/3
- アンゴスチュラ・ビターズ - 1dash
- オレンジ・ビターズ - 1dash

作り方
1. ミキシンググラスで氷とともに材料をステアする。または、氷とともに材料をシェイクする。
2. カクテル・グラスに注ぐ。
3. マラスキーノ・チェリーをグラスに飾る。

## 主な参考文献
- 稲保幸『カクテル・レシピ1000』日東書院、2005年。ISBN 4-528-01412-2。